# Colibrí cal·líope
El colibrí cal·líope (Selasphorus calliope) és una espècie d'ocell de la família dels troquílids (Trochilidae) que rep el seu nom de la musa grega Cal·líope.

## Descripció
- És un ocell molt petit, amb una llargària de 7-10 cm i un pes de 2 a 3 g. Bec i cua relativament curts.
- El mascle és verd a les parts superiors i capell, amb les parts inferiors blanques. Ratlles de color borgonya a la gola, costats verds i una cua fosca.
- Les femelles tenen els costats color rosa. Ratlles fosques al coll i cua negra amb puntes blanques.

## Hàbitat i distribució
L'hàbitat durant l'estiu són zones obertes de matoll, praderies i vegetació de ribera del centre de la Colúmbia Britànica, sud-oest d'Alberta, Washington, Oregon, Nevada, Califòrnia, nord de Baixa Califòrnia, Wyoming, oest de Colorado i Utah. Migra cap al sud per ha passar l'hivern al sud-oest de Mèxic, Guatemala i Belize.

## Taxonomia
Tradicionalment ubicat al gènere monospecífic Stellula (Gould, 1861), és situat a Selasphorus per la American Ornithologists' Union en 2012